# Чакъров връх
Чакъров връх (на английски: Chakarov Peak) е частично свободен от лед връх, разположен на 650 m н.в. в Поибренските възвишения на Антарктическия полуостров, Антарктика.
Получава това име в чест на Асен Чакъров (инженер в Първата българска антарктическа експедиция, 1987 – 1988 г.), през 2012 г.

## Описание
Върхът се намира на 2,95 km на запад-северозапад от връх Равногор, 3,94 km на север-северозапад от Калоянов връх, 4,7 km източно от Андреев нунатак и 3,8 km на юг-югозапад от връх Свети Сава (наименуван на свети Сава Седмочисленик). Издига се над ледника Пънчбоул на запад.

## Карта
- Antarctic Digital Database (ADD). Scale 1:250000 topographic map. Scientific Committee on Antarctic Research (SCAR), 1993 – 2012.